# ビキニ (水着)

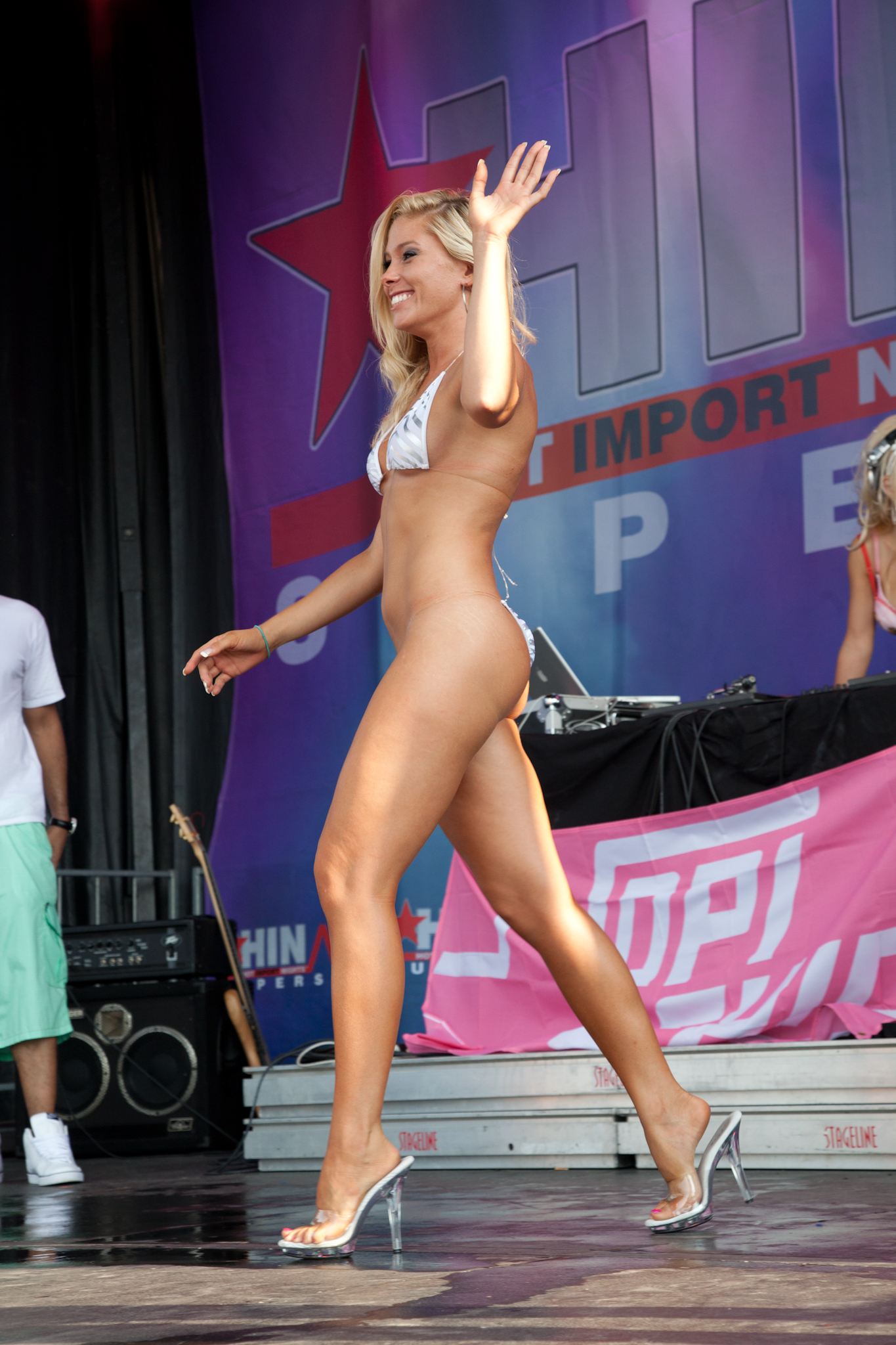
Bikini contest

ビキニ（英: bikini）は、女性用水着の一種である。

## 概要
ブラジャーに似たトップスと短いパンツ（ボトム）の組み合わせによるセパレート型女性用水着で、ビキニ・スタイルとも呼ばれる。

## 名称の由来
1946年7月1日、マーシャル諸島のビキニ環礁でアメリカ合衆国によって、第二次世界大戦後初の原爆実験（クロスロード作戦）が行われた。この実験の直後の1946年7月5日にルイ・レアールが、その小ささと周囲に与える破壊的威力を原爆にたとえ（"like the bomb, the bikini is small and devastating"）、ビキニと命名してこの水着を発表した。ファッション誌の編集者のダイアナ・ヴリーランド（Diana Vreeland）は、ビキニを「ファッションの原子爆弾（"the atom bomb of fashion"）」と評した。
ビキニが発表された日である7月5日はビキニの日となっている。

### 水爆実験に由来するとの誤解
ビキニの名称を「水爆実験になぞらえた」とする謬説がある。
謬説には以下の2つの類型がある。
- 1946年7月1日のクロスロード作戦を水爆実験であったと誤解したもの[注釈 1]。
- 1954年3月1日のビキニ環礁での水爆実験「ブラボー」の後に、ビキニと命名したと誤解したもの[注釈 2]。

上記の通り、ビキニは1946年のビキニ環礁における原爆実験になぞらえたものである。また、人類最初の水爆実験はこの水着の発表の8年後である1952年に行われており、水爆実験になぞらえられたことはありえない。

## 歴史

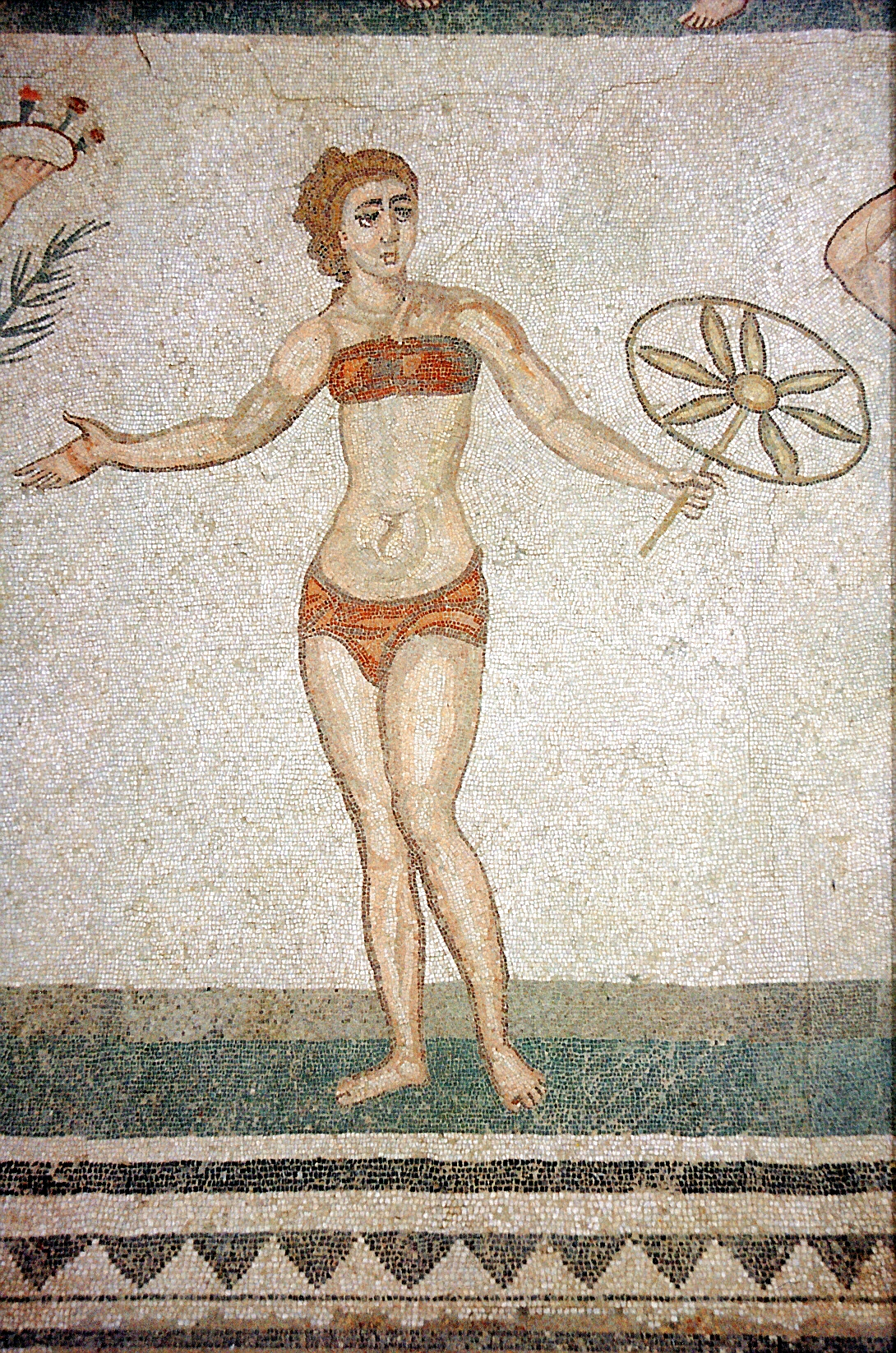
ヴィッラ・ロマーナ・デル・カサーレに残るローマ帝国時代のモザイク

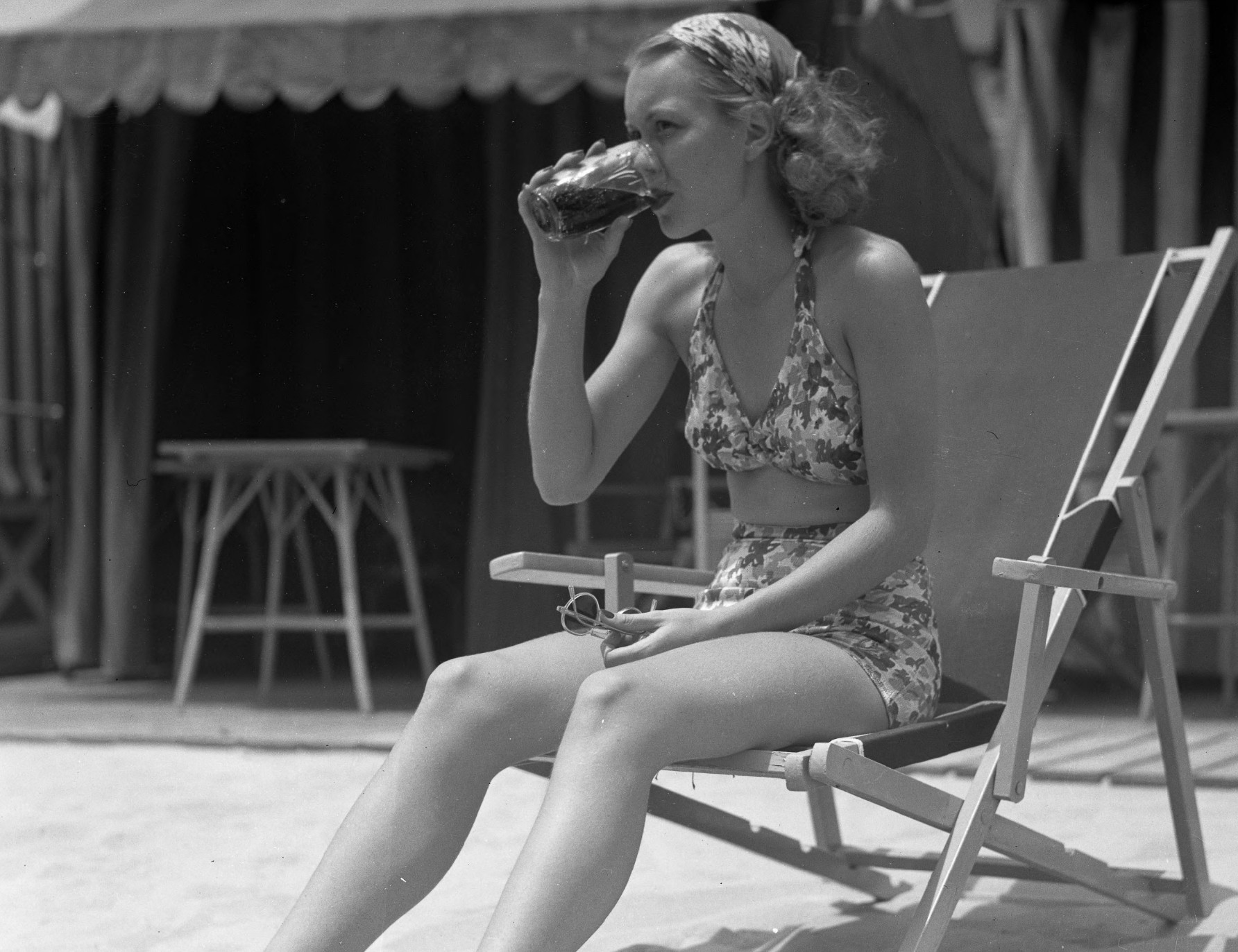
1930年代には、腹部を露出するツーピースの水着が登場した。ジェーン・ワイマン（1935年）

シチリア島にある5世紀頃のローマ帝国時代のモザイクには、ビキニに似た服で運動する女性が描かれている。
19世紀・20世紀の西洋では、女性の水着は長袖かつ足首までカバーするウールやフランネル素材のシュミーズのようなものだった。1920年代にはレーヨン素材が使われ出した他、ジャージ素材も使われていた。1930年代になると、ラテックスやナイロン素材が使われ始め、よりボディラインにタイトにフィットするようになり、また袖や足を覆う部分もなくなり首や背中の露出も大きくなっていった。1930年代と1940年代を通じて、ミッドリフスタイル（腹部を露出するツーピース）の水着が定着し始め、腹部の露出も時代とととも大きくなっていった。
1946年に、フランスのルイ・レアールが現代的なビキニ水着を考案した。レアールは自動車エンジニアだったが、母親が下着会社を経営しており、その手伝いをしているときに、ビキニを考案した。同じ頃、フランスのデザイナージャック・エイム（仏: Jacques Heim）によってほぼ同様の水着が考案され、アトム（仏: Atome）と名づけられている。デザイナーとしては無名だったレアールに対し、エイムはすでに高い評価を得ていたデザイナーであったため、「ビキニを広めたのはエイム」とされることがある。
発表当時は、肌の露出度が高いとされた水着でその大胆さから当初はあまり着用されず、アメリカ合衆国では、1960年代初頭まで一般的なビーチでは着用禁止とされていた。それでも現在のものに比べれば、同じ「ビキニ」というカテゴリーだが地味なものであった。
日本には1950年から輸入された。1952年にフランスで制作され、1959年12月13日に日本で公開されたブリジット・バルドー主演の映画、『ビキニの裸女』にビキニ水着が登場している。しかし、ごく一般的に着用されるようになったのは1970年代になってからである。1975年に日本でデビューした、キャンペーンガールであるアグネス・ラムのビキニ姿のポスターが大人気になった。
1960年には、ブライアン・ハイランド（英: Brian Hyland）が『ビキニスタイルのお嬢さん』（英: Itsy Bitsy Teenie Weenie Yellow Polka-Dot Bikini）という歌を歌い、ビルボードのHOT 100で1位を記録し、日本でもヒットした。この曲のモデルは作者のポール・ヴァンス（英: Paul Vance）の当時2歳の娘だったという。日本では、田代みどりや坂本九らがカバーした。
1980年代中期 - 後期の日本では一時期ビキニが廃れ、ワンピースが復活した。これは水着メーカーの作り上げた流行にもよる。こうした逆風から再びビキニが台頭するのは、へそ出しファッションが大流行しだした1990年代中期になってからである。以後、海やプールではビキニを着る女性が圧倒的に大多数である。
2000年代後半より映画「ボラット 栄光ナル国家カザフスタンのためのアメリカ文化学習」の大ヒットにより男性用ビキニであるマンキニ（スリングショット）が流行したが、現在は完全に廃れている。

## デザインによる分類

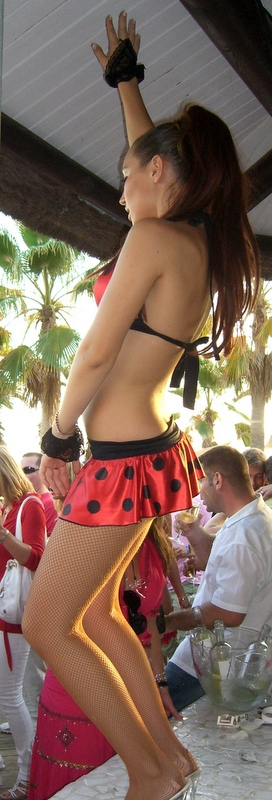
スカートニ

名称部のショートカットも参照。

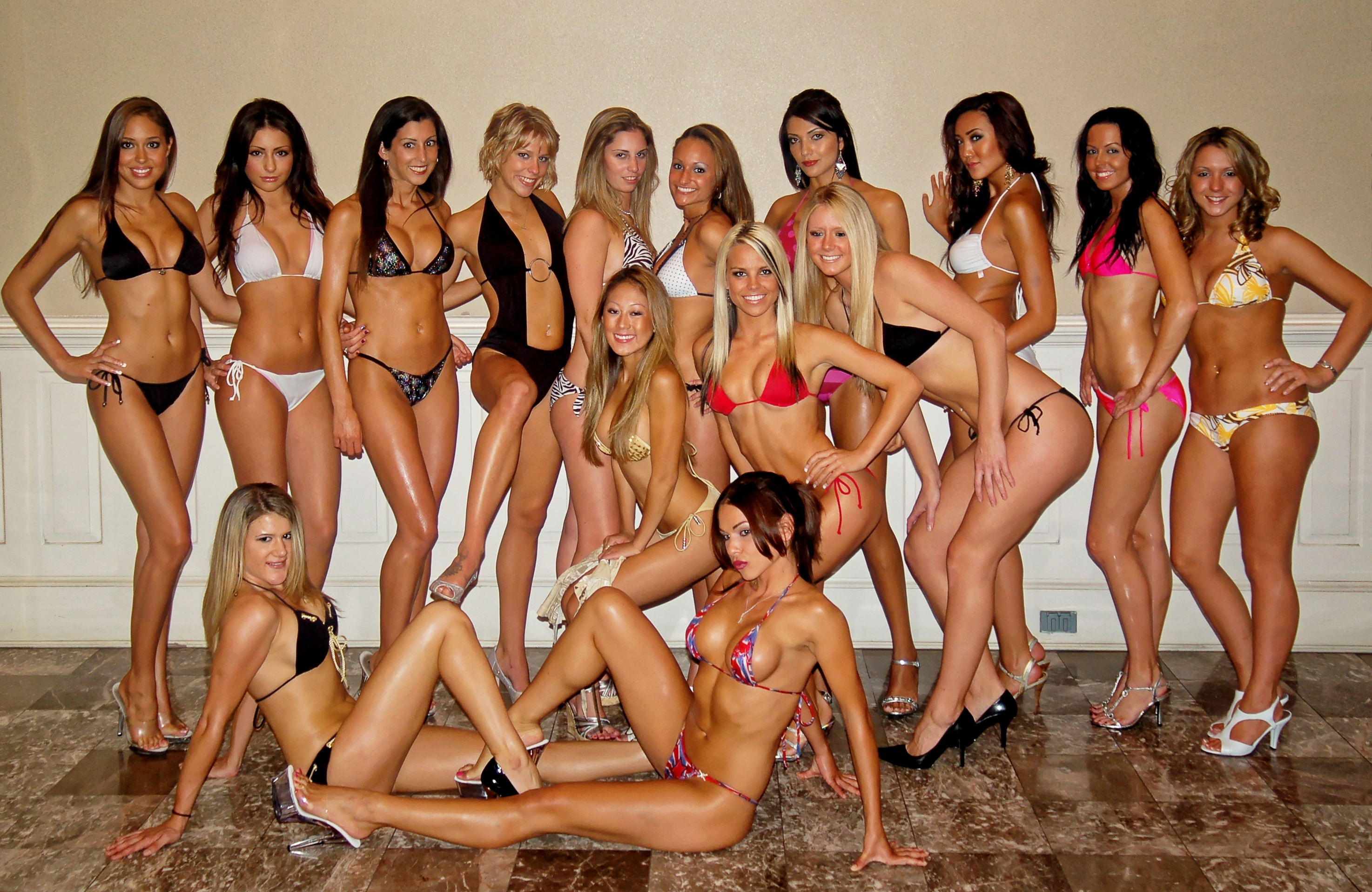
さまざまなタイプのビキニ

1964年にアメリカのファッションデザイナーのルディ・ガーンライヒが、「ビキニ（bikini）」の「ビ（bi）」を、「2」の意味を持つラテン語由来の倍数接頭辞「バイ（bi）」と掛けてもじり、「1」の意味を持つ接頭辞をつけて「モノキニ（monokini）」として発表したのをきっかけにして、主にヨーロッパやアメリカでは「キニ（kini）」を水着を表す言葉として使用するようになった。このため、「-キニ（-kini）」という水着の名称が後々増えることになる。

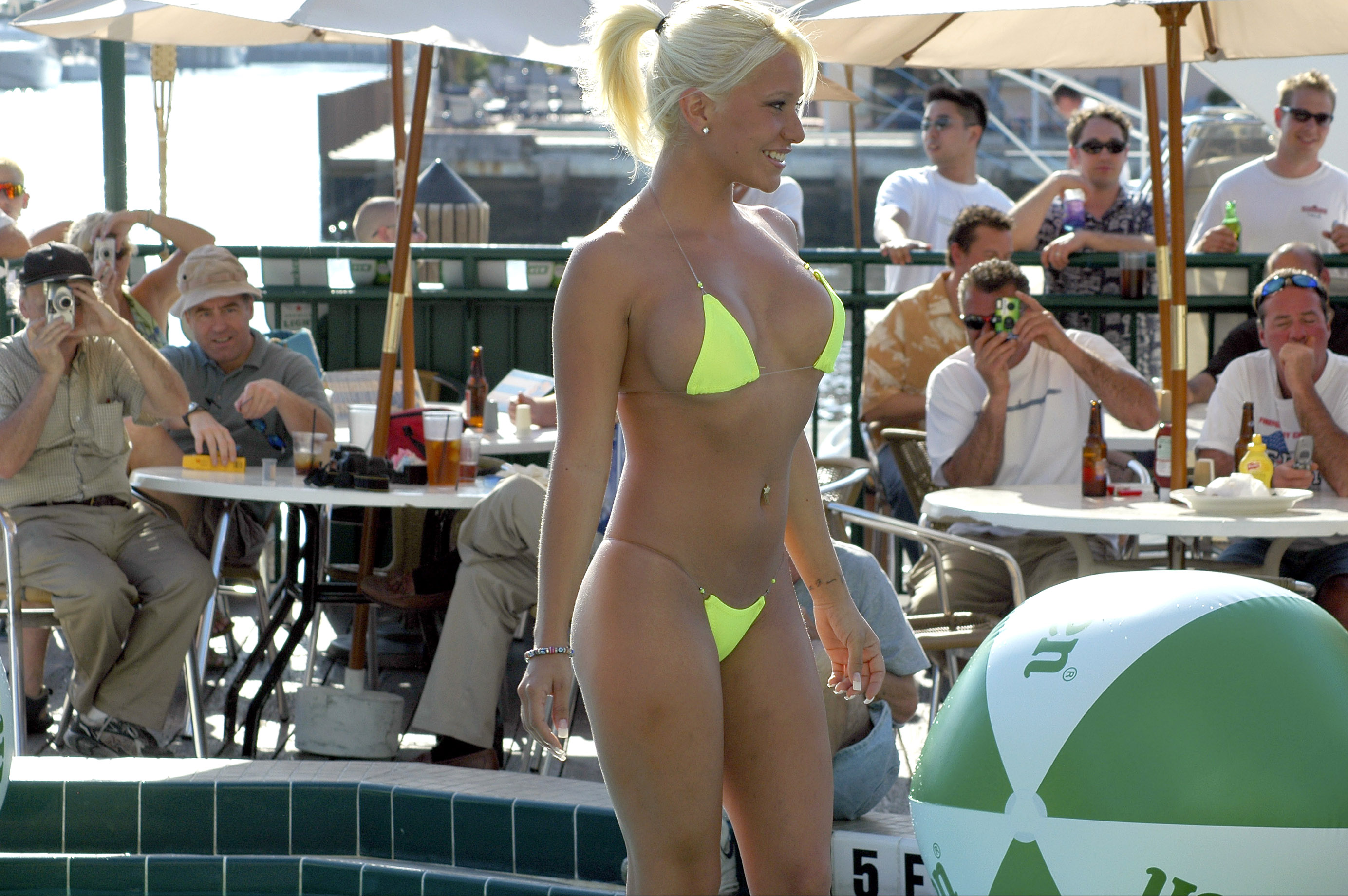
三角ビキニ

三角ビキニ、トライアングルビキニ
トップが（正）三角形をしたもの。紐で結ぶだけのものが多い。大きな胸にはとてもセクシー、小さな胸でも可愛いデザインに見える、基本とも言えるビキニである。デザイン的に大きな欠点もない反面、どの方向からの衝撃にも特別に強いわけではなく、特にブラの中央から首の根元にかけての斜め上方向には、ずれやすい欠点を持つ。
首紐はブラの真上に対して直角に付くが、斜め外側のパイプ（縁取り）と一体化したバリエーションもある。
ブラと背紐を固定せず、ブラ下部をトンネル状にして紐が通っている仕様もよく見られる。これはバストの個人差によってブラの位置を左右に調整できる利点があるが固定できないため、逆に横からの衝撃にはもう一歩弱い。グラビア撮影ではブラと紐を大きく移動させ、ブラの三面や紐の結び目の位置を大きくずらした着用も見られる。

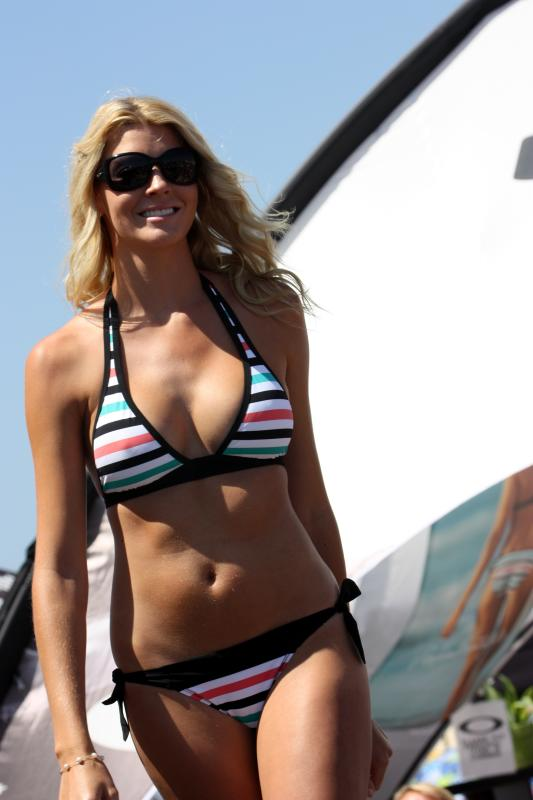
ホルターネック
トップを肩紐からの比較的大きな二等辺三角の布でカバーしたもの。ブラは左右対称が基本だが、胸の内側から外側に湾曲したデザインもある。デザインの整合上、背中はストラップでなく布自体を縛るデザインが多い。胸の重量感が非常に出るデザインであり、アグネス・ラムや根本はるみなどの着用で知られる。また、トップの左右が分割でなく一体化されているほか、水着以外の開放的な服でもホルターネックと呼ぶ場合がある。
レモンブラ
ブラが名前通りレモンやラグビーボールのような、横長の形をしているデザイン。チューブトップと混同しそうだが、こちらは胸の内側と外側が左右非対称になっており、胸にぴったりフィットするデザインになっている。首の後ろは一般的な紐、背中は紐か、布で固定するものがほとんどである。
チューブトップ（意味=筒状のトップ）、バンドゥトップ
ブラがストラップレスになったビキニ。また、チューブトップに紐着用もあり、これはストラップレスではなくなる。バリエーションとしては、左右のブラの間にリング（輪）があるもの、センターストラップ（V字状のヒモ）とあわせたものなどがよく見られる。いずれも小さな胸に似合うが、ビキニの致命傷である下からの衝撃だけでなく、上からの衝撃にも弱いのが欠点である。

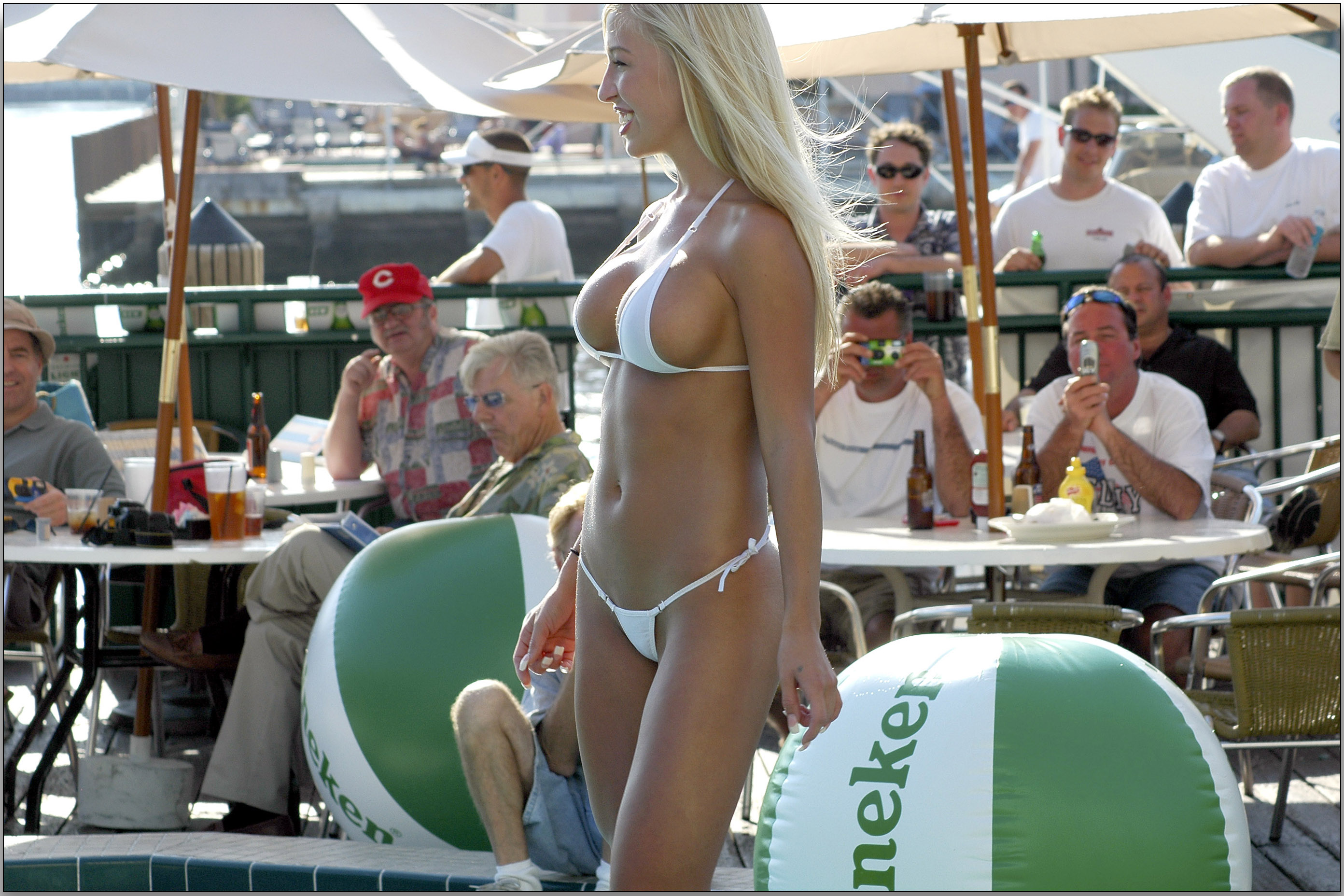
マイクロビキニ
小さいトップとボトムにより構成されるビキニ。ボトムはTバックやGストリングの場合が多い。紐などでトップとボトムが繋がっているワンピースタイプのマイクロ水着も、これとして扱われることが多い。

ワイヤービキニ、矯正ビキニ
パットとともにワイヤーを入れ、バストの型を整えるトップを用いたもの。従来のビキニと比べてブラのパットが大変硬質に作られており、ブラだけを置いてもブラ全体が立つほどである。肩紐は首でなく肩の上を通り、紐も紐とは言えない幅の太い布になっている。結ぶ部分は無く、背中は結合部が無いかホック、肩紐の長さ調節もベルトと同じ仕組みである。このような特徴から、女性用水着としてはワンピース並みにガードが堅い。日本では2000年前後に大流行し、当時のグラビアアイドルでは黒田美礼、青木裕子、山田まりやなどの着用で知られる。
スカートニ
ブラジャー状のトップとマイクロスカート状のボトムにより構成されるビキニ。スカートとビキニの鞄語（「スカート(skirt)」+「 -キニ(-ini)」）が語の由来となっている。ボトムがフリル式となっており、一見すると下半身がミニスカートを穿いた状態の軽装にも捉えられるのが特徴である。
タンキニ
トップがブラジャー状ではなくタンクトップ状になっている水着。「タンクトップ」＋「ビキニ」からこう呼ぶ。
モノキニ
ワンピース水着だが、背中や側面または腹などが露出し、角度によってはビキニにも見えるような水着。デザインによっては「つなぎビキニ」と呼ぶものもある。「モノ」は「単一」を表すギリシア語に由来し、ヒモや金具などででも、とにかくパーツが一つにつながった水着のことを指す。
アンダーブーブビキニ
ビキニの派生版の一つ。名前の由来は「下乳」（英語: Underboob）で、トップの下乳部分が露出する状態の作りとなっているのが特徴。様々なデザインに富んでおり、Tシャツを短く切ってしまったように見えるものやタンキニに似通った形状のもの、ウエスト周りを紐で結ぶものが存在するが、一般にはスポーティタイプのものが多い。
ビキニブリッジ
デザインではなくシチュエーション（日本語で言う萌え属性）の一つを現すスラング。女性がローライズのボトムを履いた時、骨盤周辺の凸凹によって、ボトムと体の間に生じる隙間が橋のように見えるので、こう呼ばれる。2009年に海外で始まった"Bikini Bridge"というブログで生み出された。2014年頃から急激に広まり、Twitterでは日本語・英語ともハッシュタグが存在する。